# Équipe cycliste BCV Works-Soenens

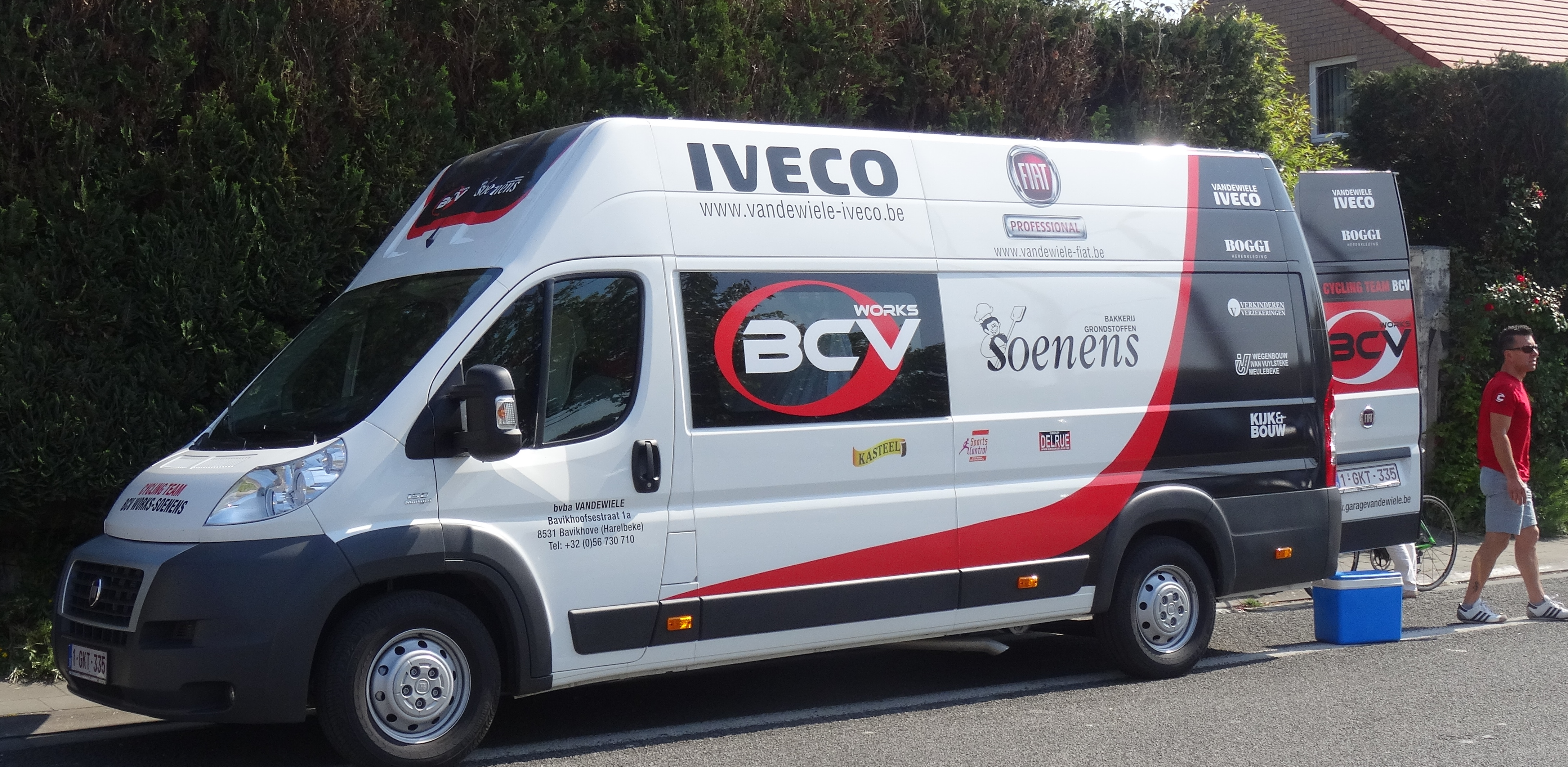
La camionnette de BCV Works-Soenens au Grand Prix Criquielion 2014.

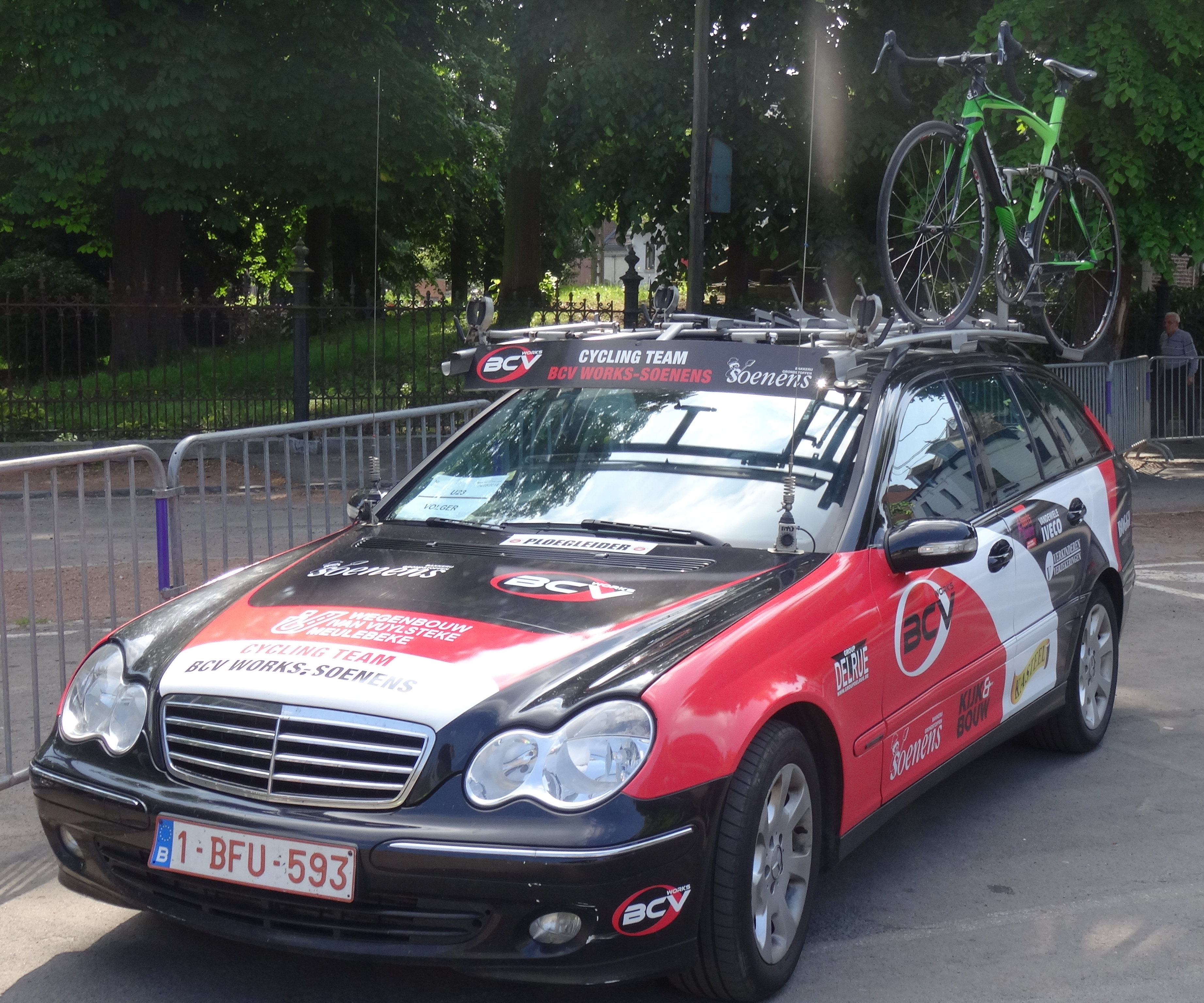
Une des voitures de BCV Works-Soenens au Grand Prix Criquielion 2014.

L'équipe cycliste BCV Works-Soenens est une équipe cycliste belge néerlandophone.

## Histoire de l'équipe
En septembre 2015, la direction de l'équipe annonce sa disparition en fin de saison.

## Saisons précédentes

Portraits
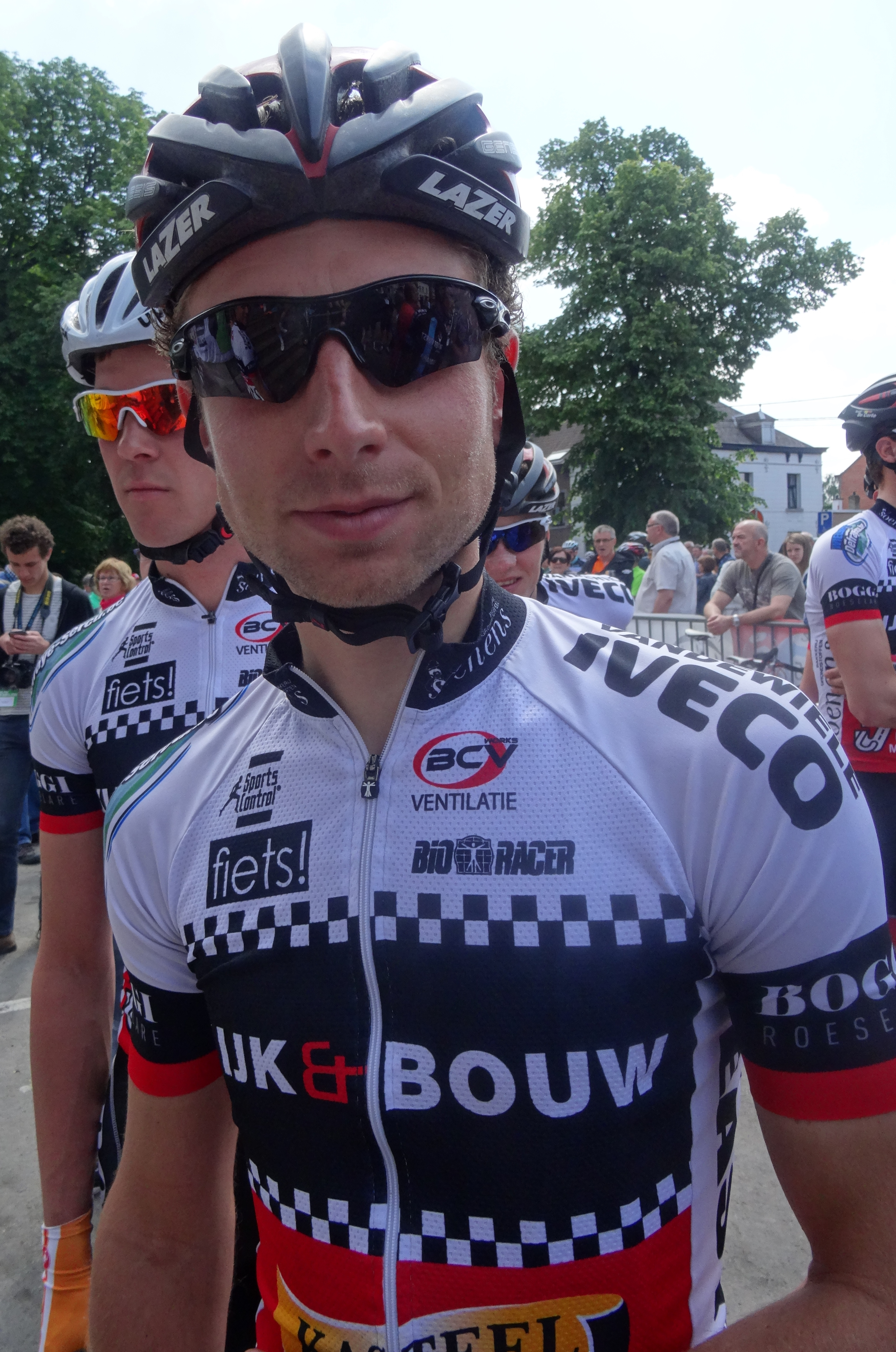
Matthias Allegaert.
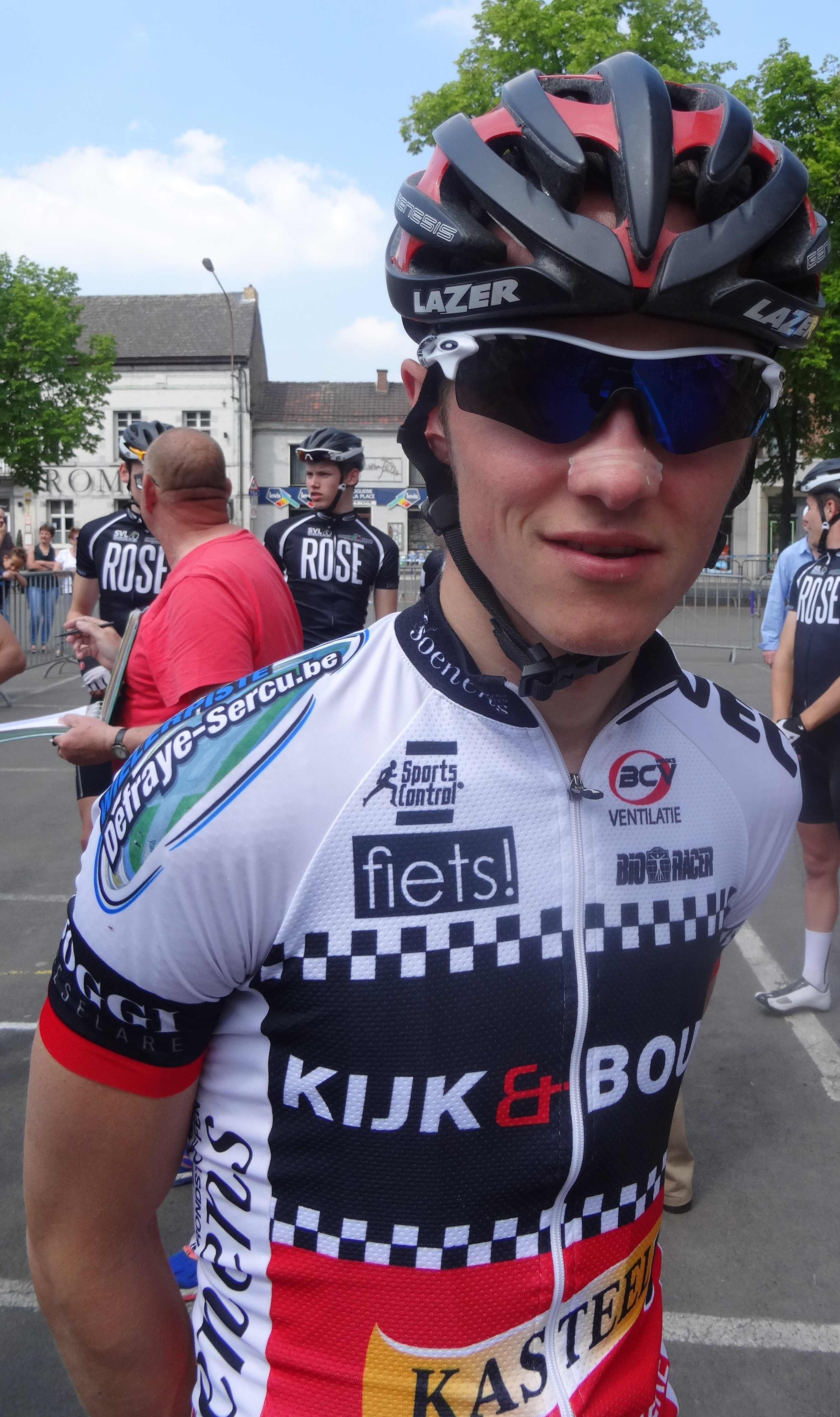
Robby Cobbaert.
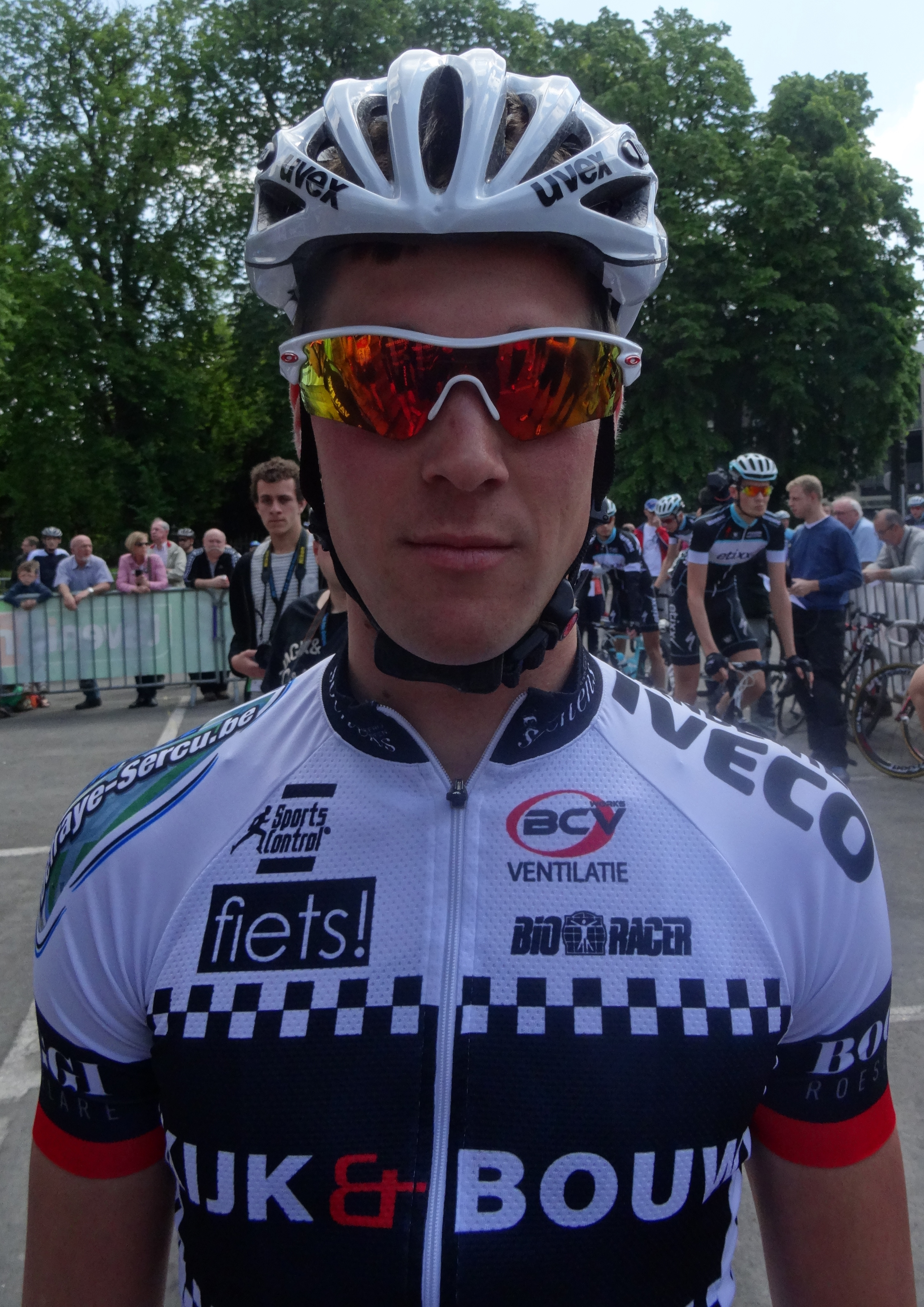
Axel De Corte.
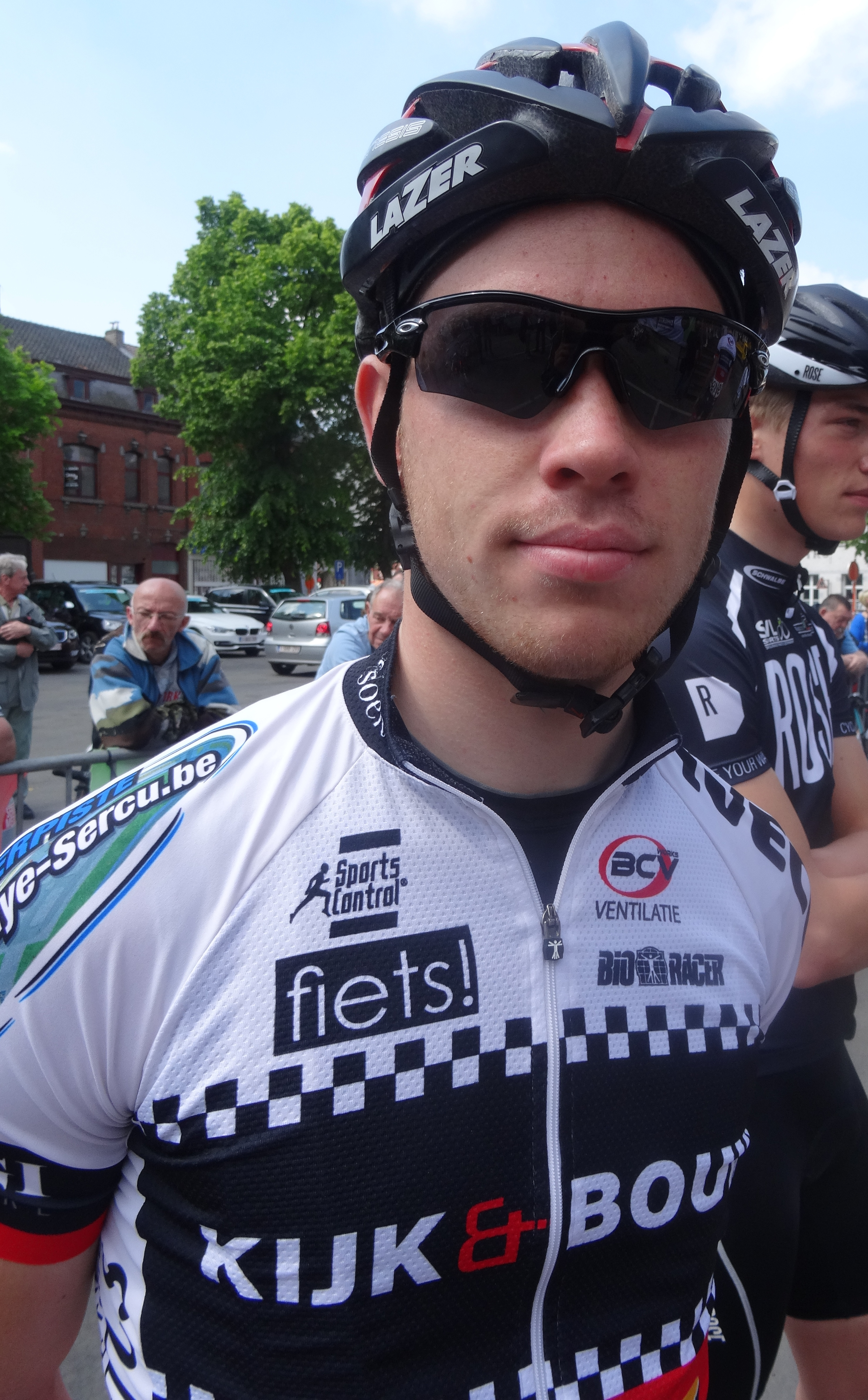
Alexander Maes.
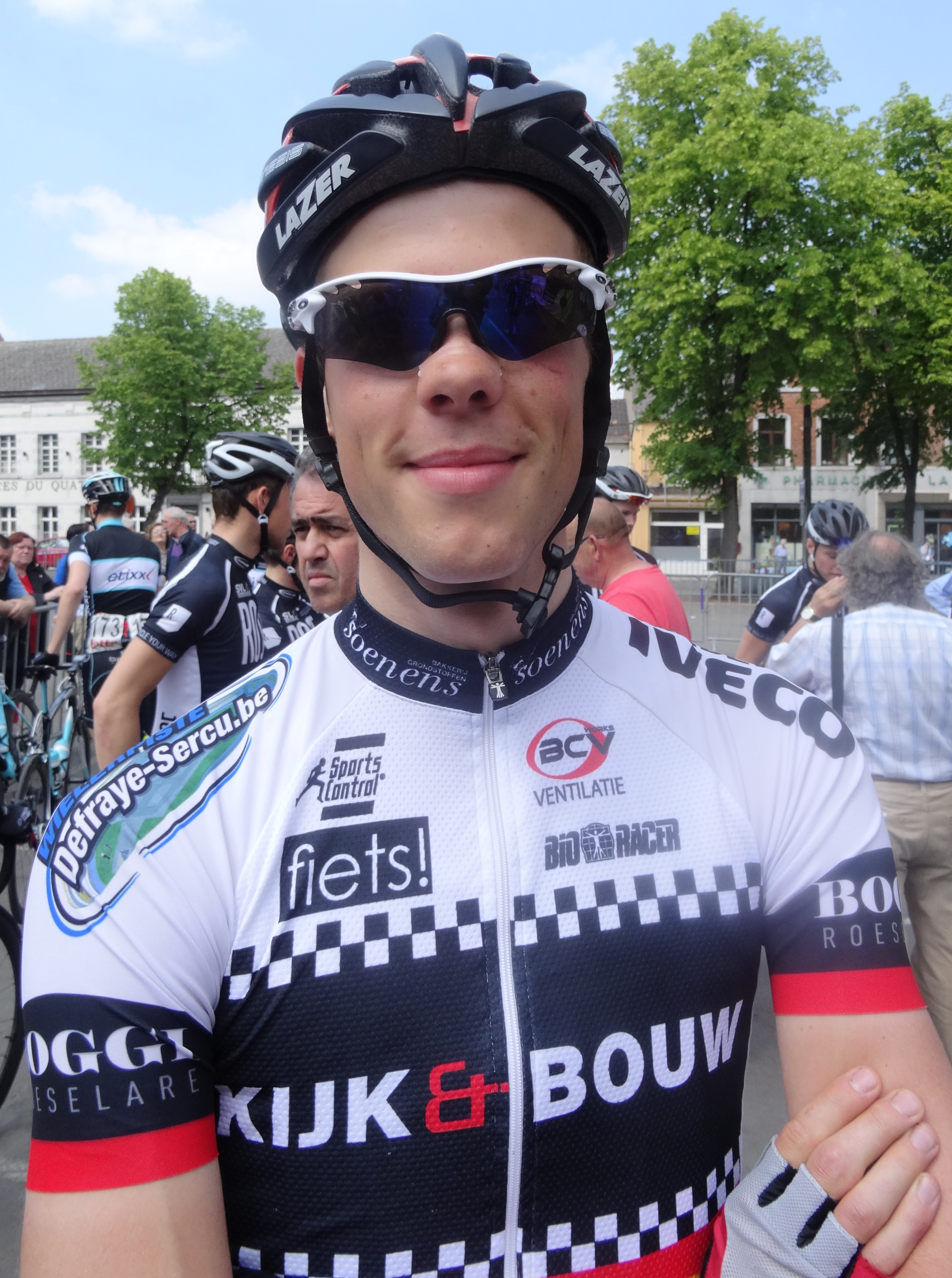
Tom Oerlemans.
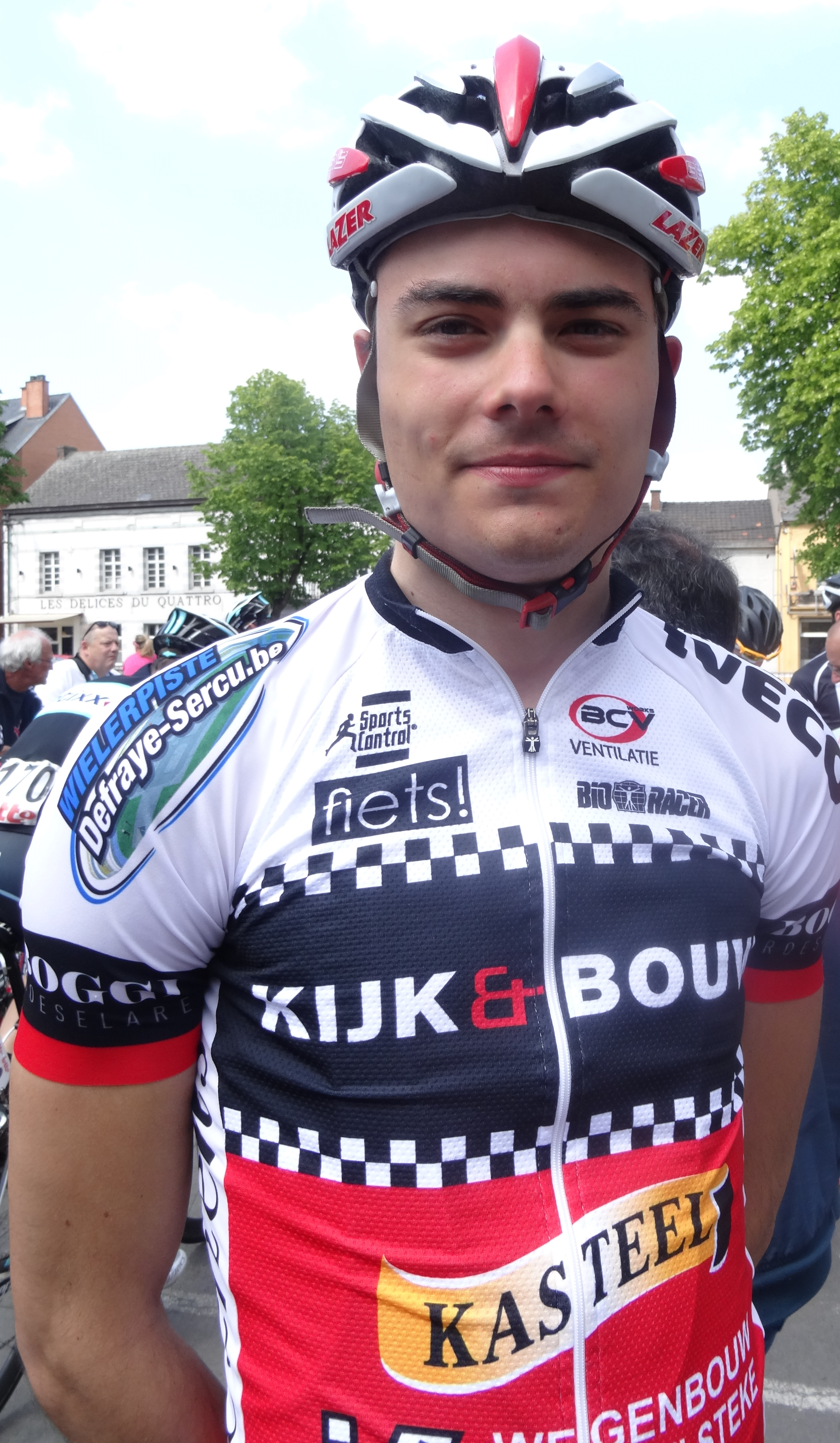
Joeri Persoon.
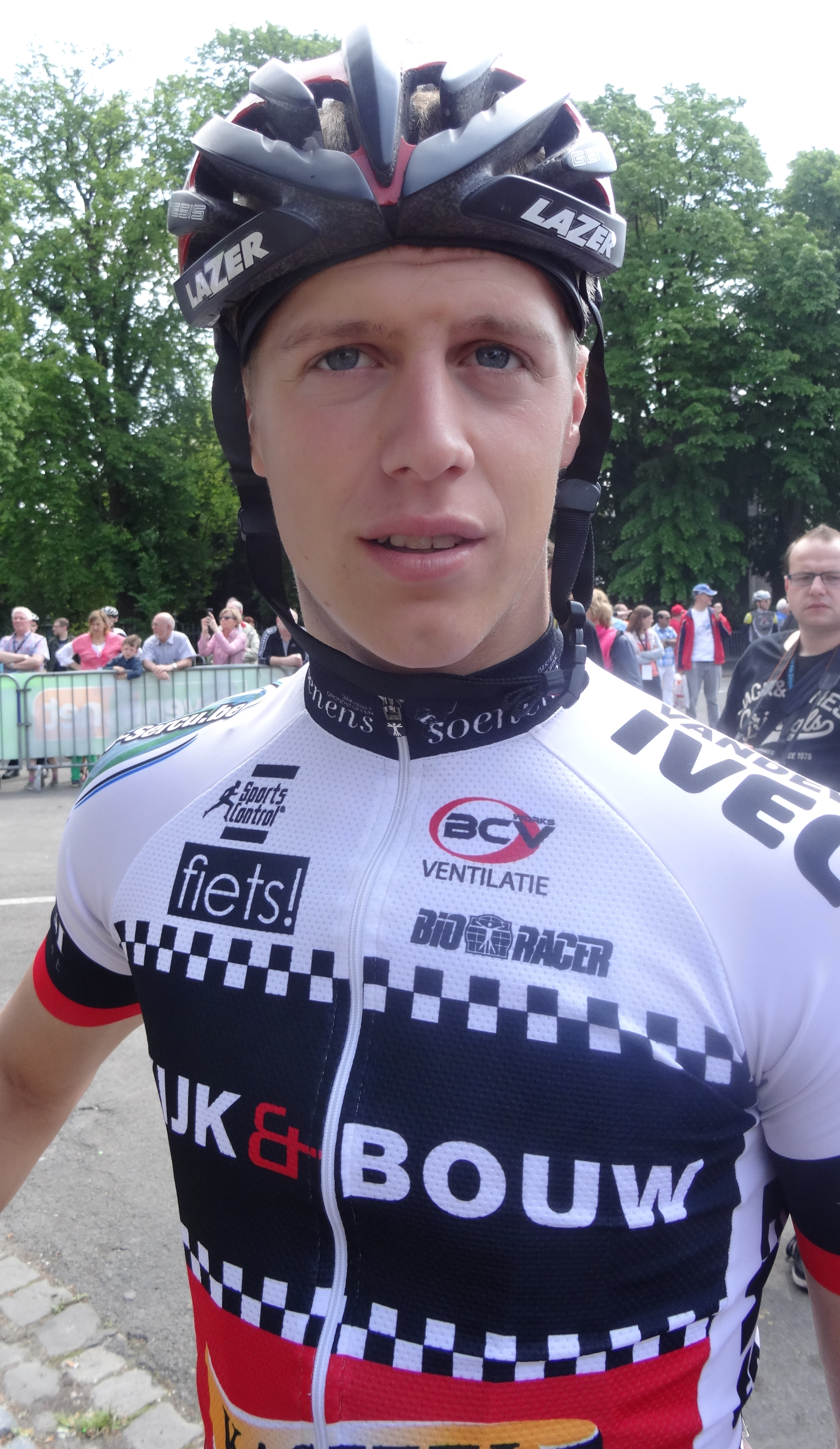
Jonas Viaene.

## BCV Works-Soenens en 2015

### Effectif
| Cycliste            | Date de naissance | Nationalité | Équipe 2014                 |  |
| ------------------- | ----------------- | ----------- | --------------------------- |  |
| Matthias Allegaert  | 1er novembre 1989 | Belgique    | BCV Works-Soenens           |  |
| Simon Blondeel      | 25 septembre 1995 | Belgique    | Geldhof Jielker             |  |
| Gianni Bossuyt      | 13 mai 1994       | Belgique    | Baguet-MIBA Poorten-Indulek |  |
| Jorden Bothuyne     | 18 février 1996   | Belgique    | Isorex                      |  |
| Lowie Bral          | 12 novembre 1996  | Belgique    | DJ-Matic Kortrijk           |  |
| Stef Claeys         | 22 septembre 1995 | Belgique    | DJ-Matic Kortrijk           |  |
| Timothy Claeys      | 12 mars 1992      | Belgique    | Van Der Vurst Development   |  |
| John-Ross Clauw     | 5 mai 1996        | Belgique    | Zannata-Lotto Menen         |  |
| Robby Cobbaert      | 27 décembre 1990  | Belgique    | BCV Works-Soenens           |  |
| Michael Cools       | 12 septembre 1994 | Belgique    | VL Technics-Abutriek        |  |
| Cédric Defreyne     | 26 octobre 1995   | Belgique    | BCV Works-Soenens           |  |
| Arno Dehem          | 7 mars 1996       | Belgique    | Tieltse Rennersclub         |  |
| Tijs Delbaere       | 29 mai 1994       | Belgique    | BCV Works-Soenens           |  |
| Stijn Deruyter      | 4 mars 1996       | Belgique    | Tomabel                     |  |
| Lowie Donck         | 17 mai 1996       | Belgique    | Jonge Renners Roeselaere    |  |
| Joeri Persoon       | 31 mars 1992      | Belgique    | BCV Works-Soenens           |  |
| Wouter Persoon      | 28 août 1996      | Belgique    | Avia-Crabbé                 |  |
| Edward Planckaert   | 1er février 1995  | Belgique    | EFC-Omega Pharma-Quick Step |  |
| Wiebren Plovie      | 10 juillet 1996   | Belgique    | Avia-Crabbé                 |  |
| Cédric Ramboer      | 21 novembre 1996  | Belgique    | DJ-Matic Kortrijk           |  |
| Alessandro Soenens  | 1er décembre 1993 | Belgique    | BCV Works-Soenens           |  |
| Bram Van Renterghem | 24 juillet 1995   | Belgique    | BCV Works-Soenens           |  |
| Thomas Vanbesien    | 29 août 1993      | Belgique    | Lotto-Belisol U23           |  |
| Robbe Vangheluwe    | 10 octobre 1994   | Belgique    | Geldhof Jielker             |  |
| Jordy Vanmeenen     | 14 octobre 1995   | Belgique    | Geldhof Jielker             |  |
| Ludwig Verstraete   | 19 novembre 1992  | Belgique    | BCV Works-Soenens           |  |
| Thimo Willems       | 9 février 1996    | Belgique    | APT-Spie-Douterloigne       |  |
| Gianni Wytinck      | 2 janvier 1996    | Belgique    | Avia-Crabbé                 |  |

Portraits
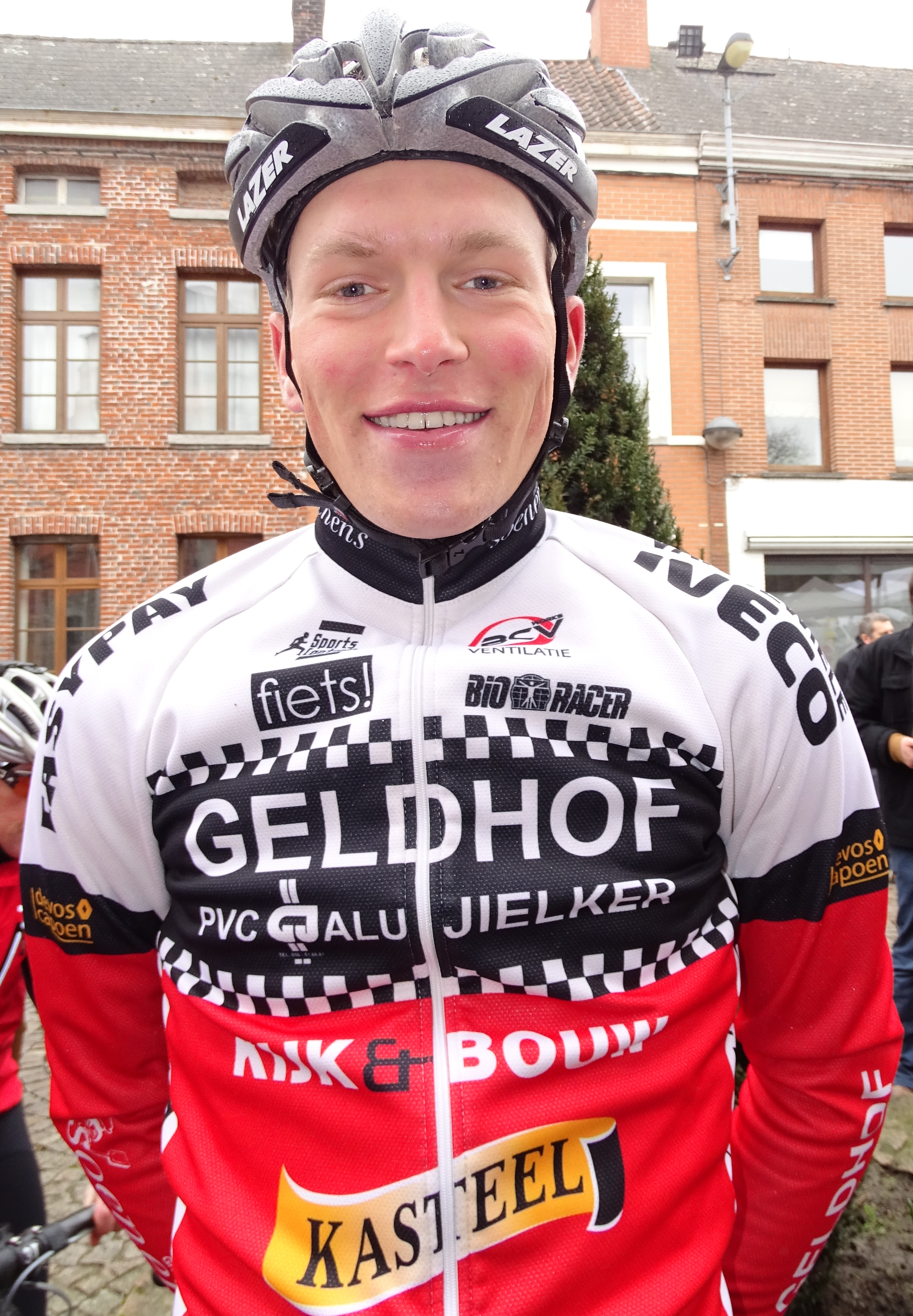
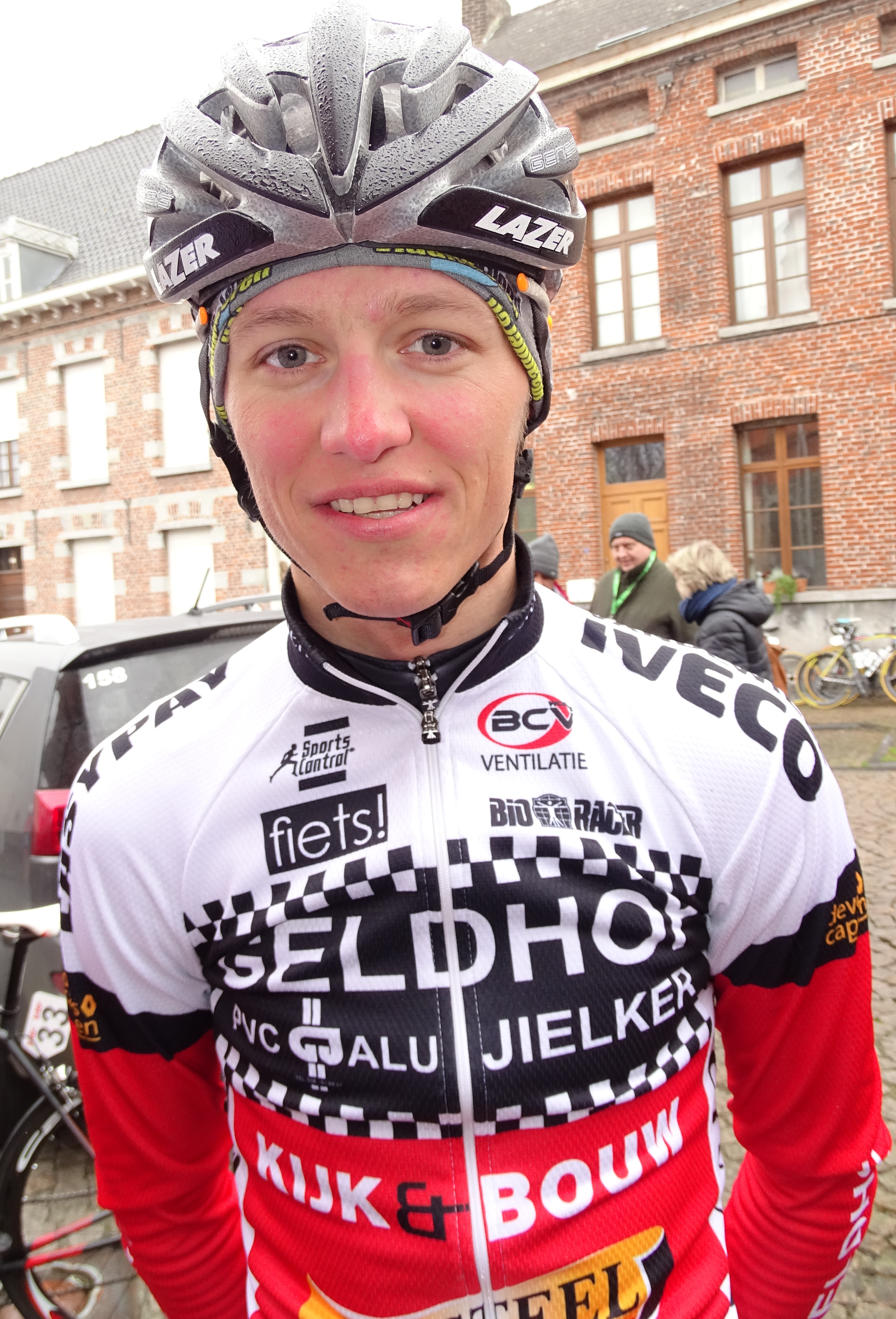
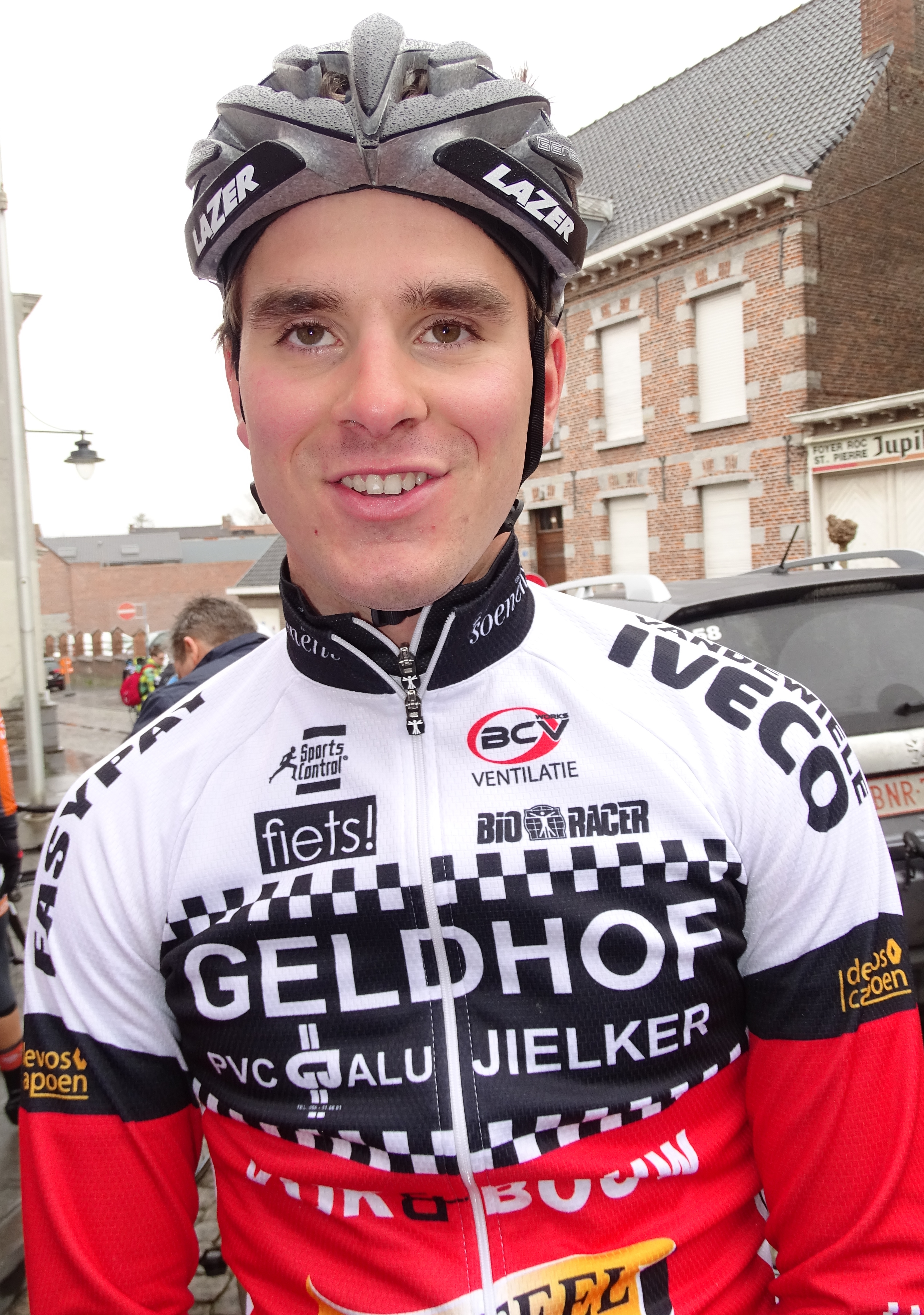
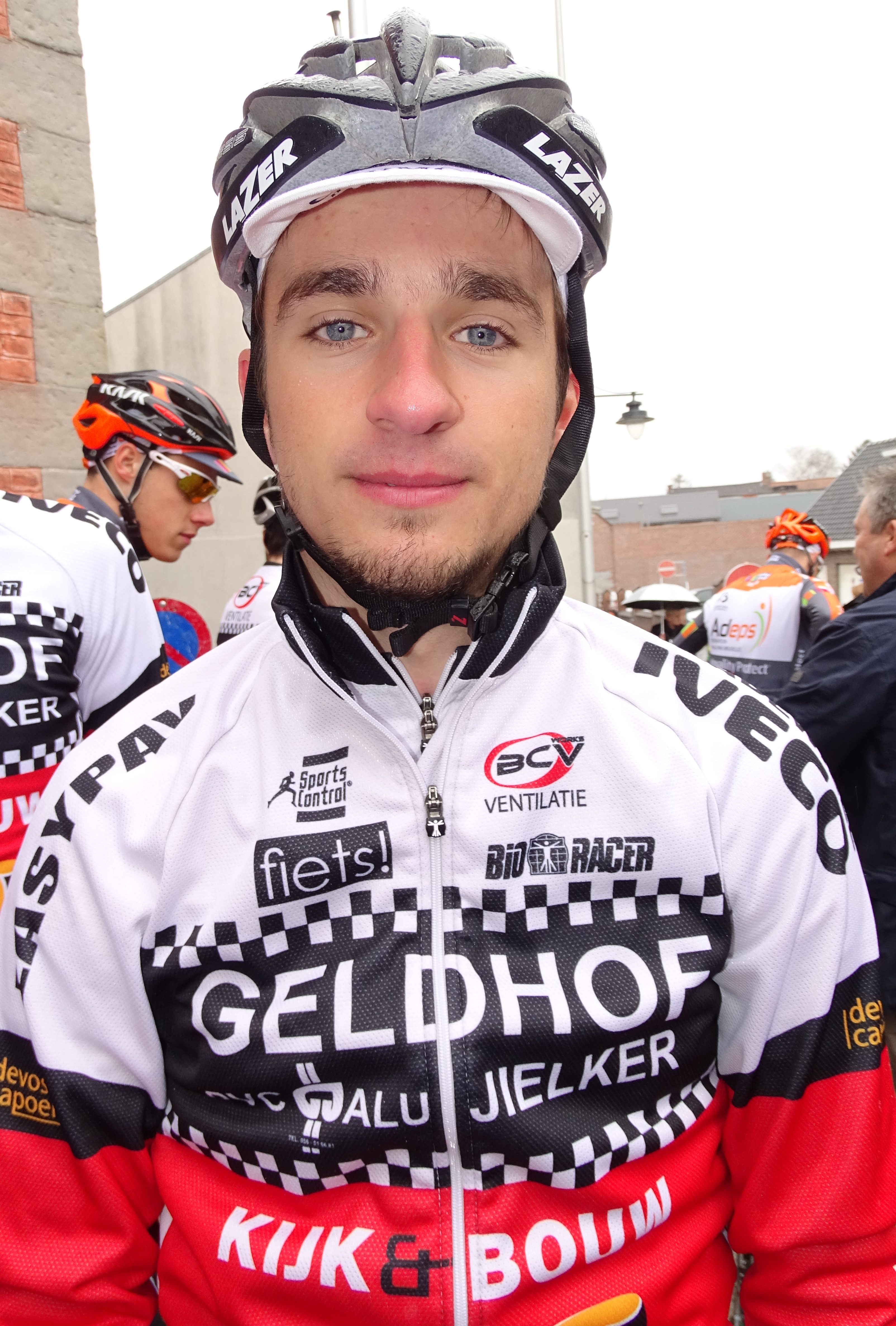
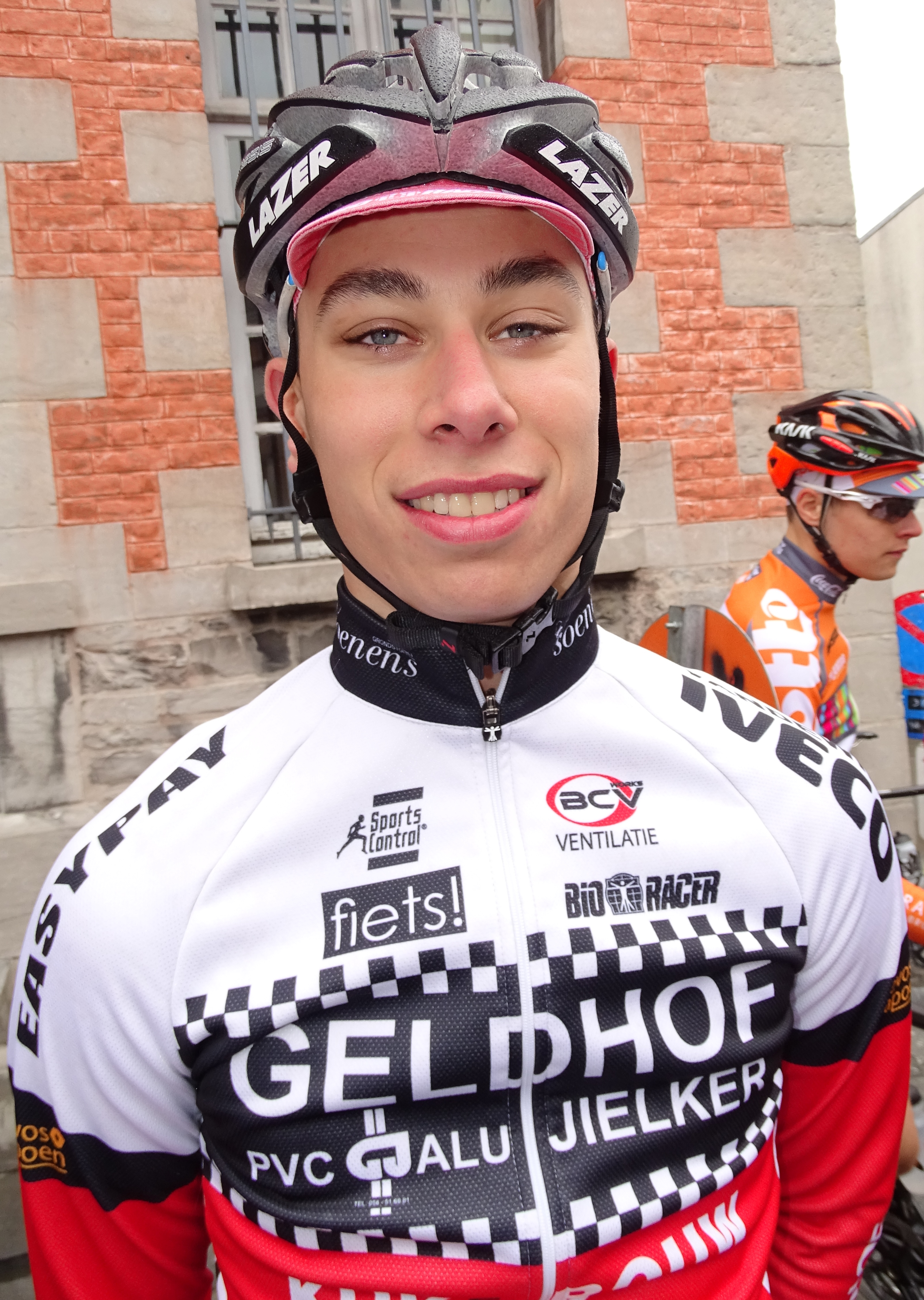
Gianni Bossuyt.
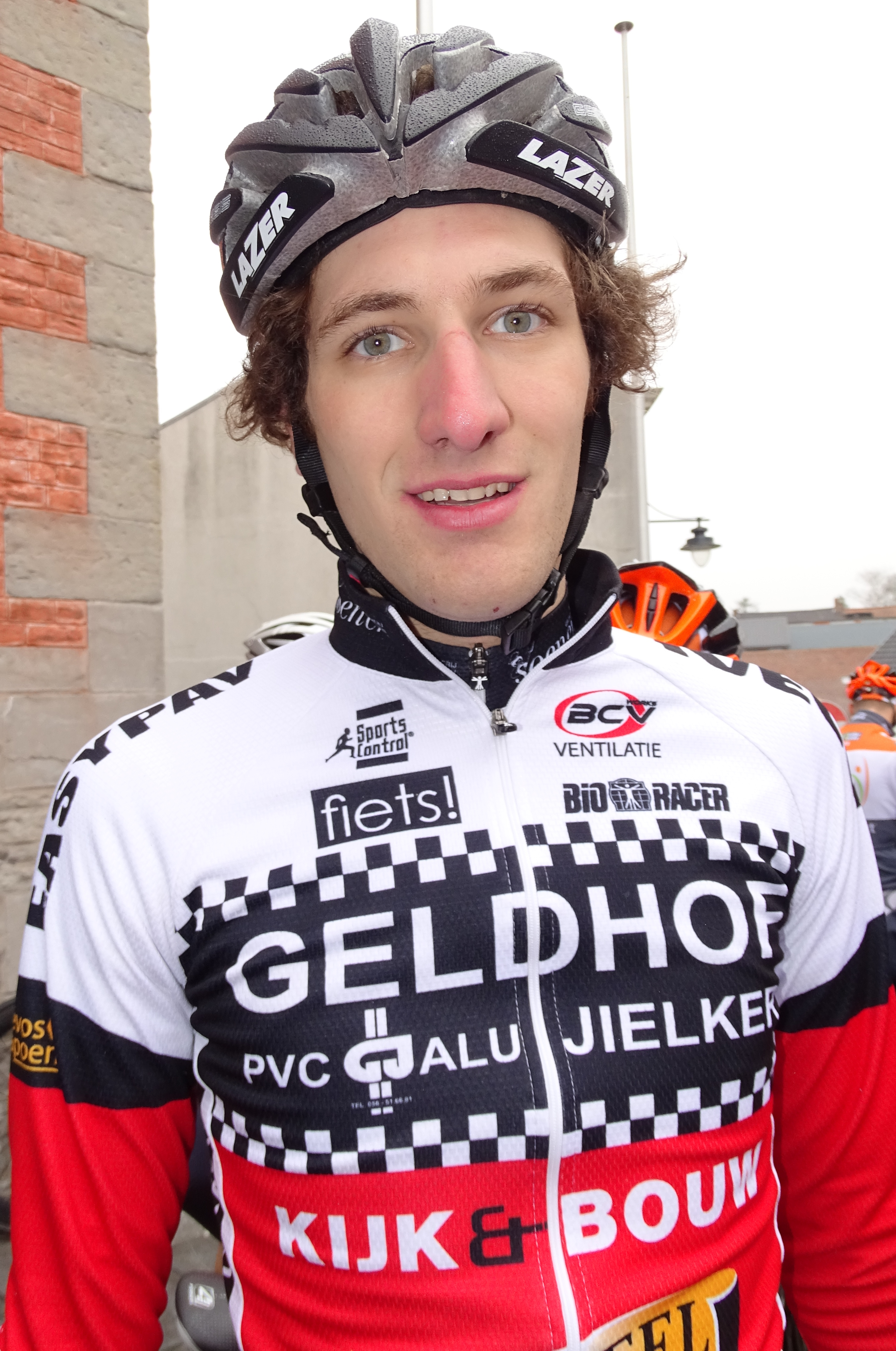
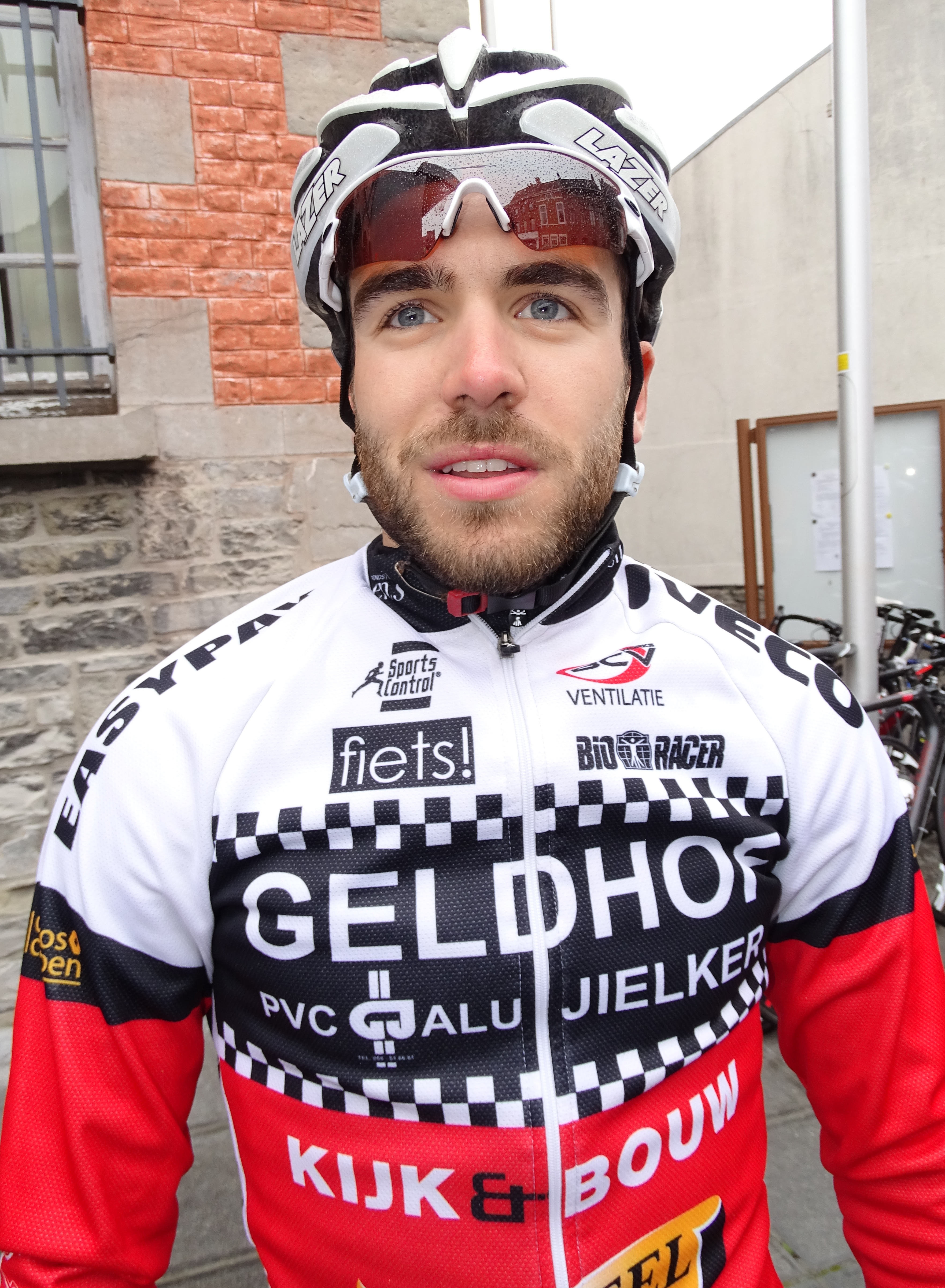

### Victoires
| Date | Course | Pays | Classe | Vainqueur |
| ---- | ------ | ---- | ------ | --------- |